# Eduard Künneke
Eduard Künneke (* 27. Januar 1885 in Emmerich; † 27. Oktober 1953 in Berlin-Wannsee) war ein deutscher Operettenkomponist.

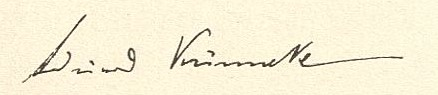
Signatur (1938)

## Leben
Künneke, Sohn eines Kaufmanns, studierte von 1903 bis 1905 in Berlin Musikwissenschaft und Literaturgeschichte. 1905 bis 1906 besuchte er eine Meisterklasse bei Max Bruch. 1907 bis 1909 war er als Korrepetitor und als Chorleiter am Neuen Operettentheater am Schiffbauerdamm tätig. Von 1908 bis 1910 arbeitete er zugleich als Dirigent für das Plattenlabel Odeon, 1910 bis 1911 war er Kapellmeister am Deutschen Theater.
Nachdem seine Oper Robins Ende (1909) nach der Uraufführung am Nationaltheater in Mannheim an 38 deutschen Bühnen nachgespielt wurde, gab er die Funktion des Chorleiters ab. Ab 1906 war er Dozent für Gesangsbegleitung am Stern'schen Konservatorium.
Während seiner Kapellmeisterzeit bei Max Reinhardt komponierte Künneke für die Inszenierung des Faust II die Bühnenmusik.

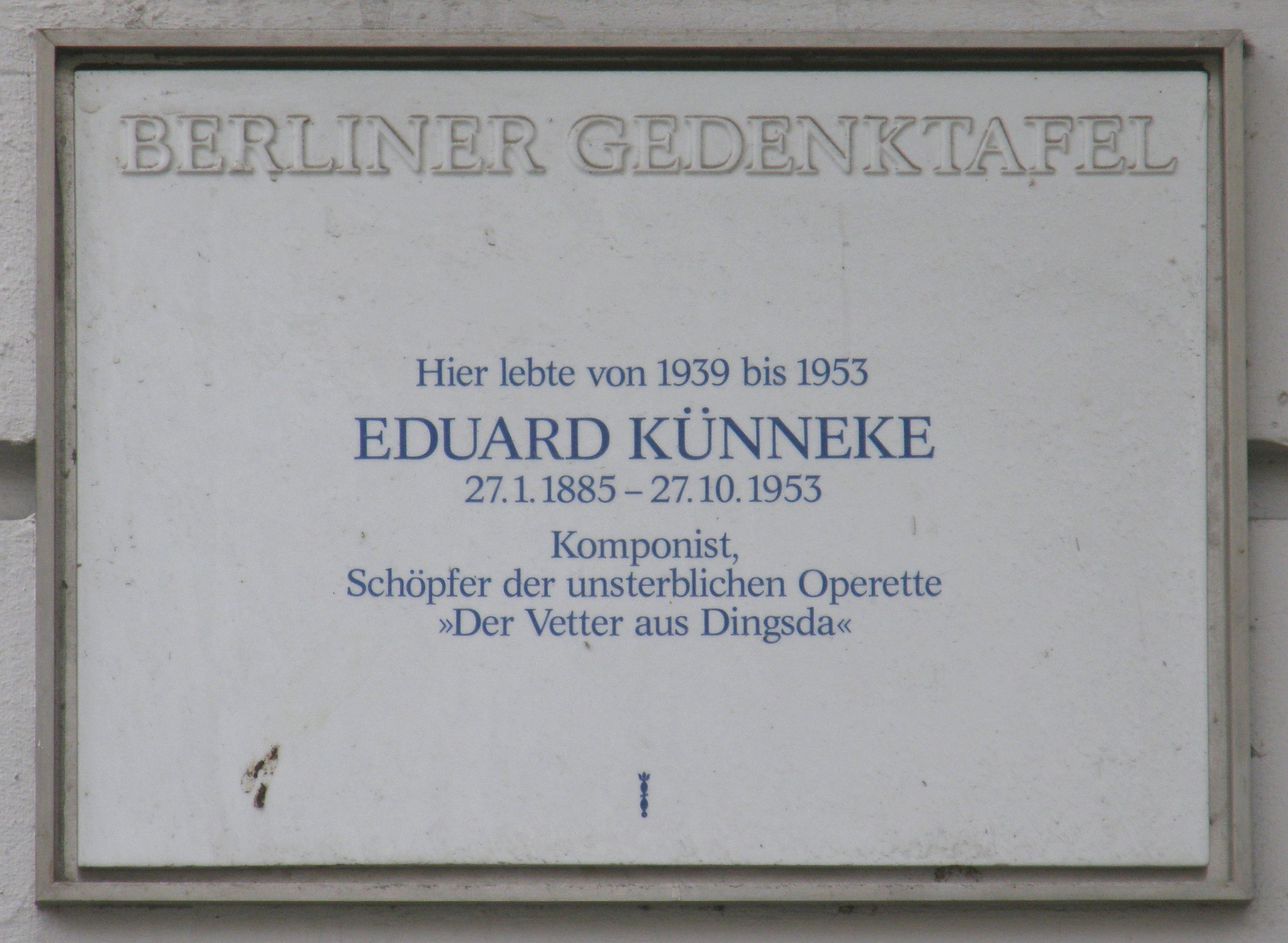
Gedenktafel für Künneke in der Berliner Giesebrechtstraße

Eduard Künnekes leichtbeschwingte Musik zeichnet sich durch Rhythmus und harmonische Stilbilder aus. Sein bekanntestes Werk wurde die Operette Der Vetter aus Dingsda (1921). Viele seiner Lieder sind noch heute Schlager. Sein Klavierkonzert und die Tänzerische Suite für Jazz-Band und großes Orchester sind Werke mit deutlich höherem Anspruch und können der gehobenen Unterhaltungsmusik zugerechnet werden.

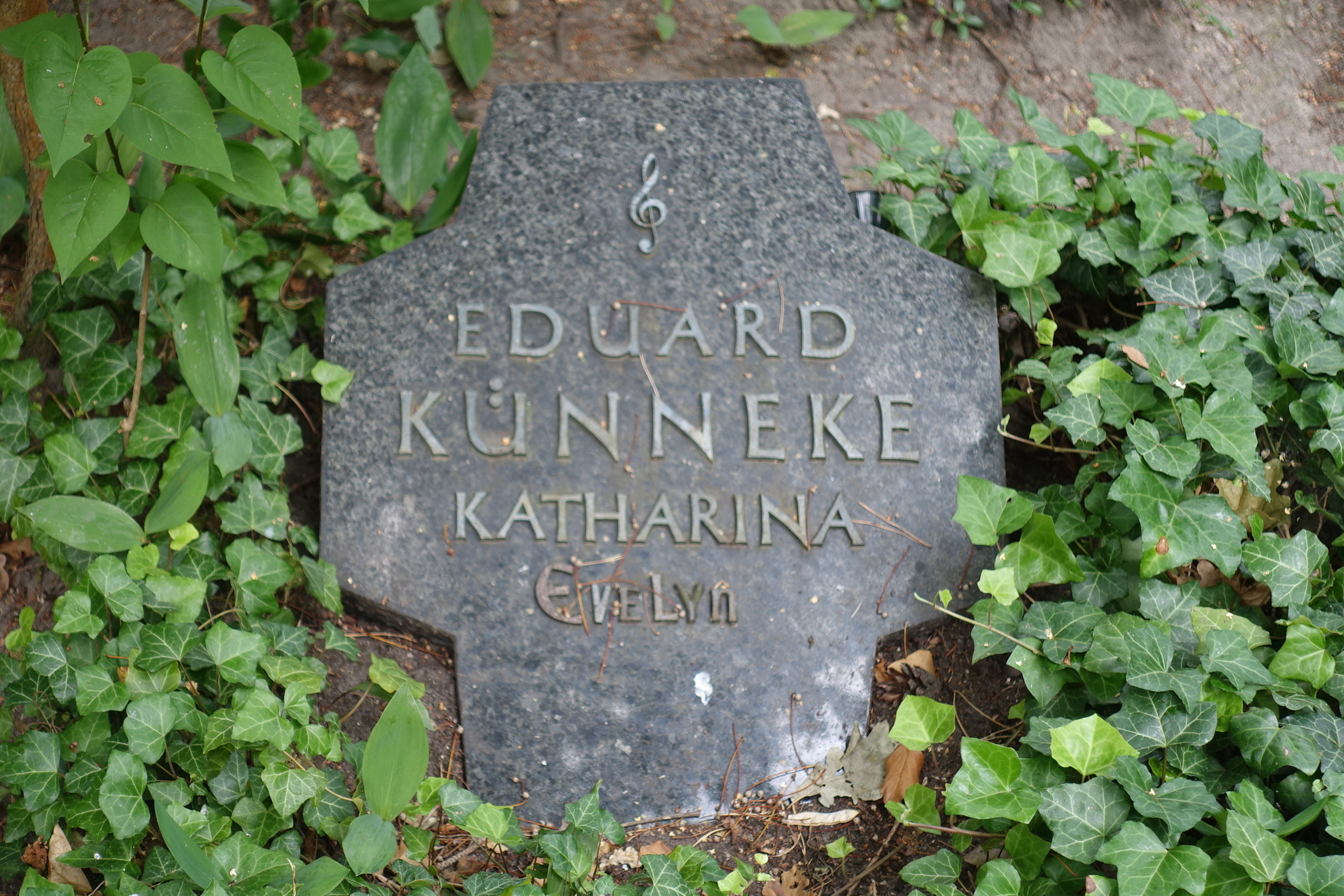
Grab von Eduard Künneke auf dem Friedhof Heerstraße in Berlin-Westend

Nach der „Machtergreifung“ der Nationalsozialisten trat er zum 1. Mai 1933 der NSDAP bei (Mitgliedsnummer 2.633.895), wurde aber bereits 1934 wegen „nichtarischer Versippung“ ausgeschlossen, bestätigt 1936 vom Partei-Kreisgericht. Trotzdem durfte er mit einer Sondergenehmigung des Reichspropagandaministers Joseph Goebbels wegen des Propagandawertes weiterhin kompositorisch tätig sein. In der NS-Zeit schrieb Künneke weitere Operetten, Märsche und Filmmusiken. Künneke stand 1944 in der Gottbegnadeten-Liste des Reichsministeriums für Volksaufklärung und Propaganda.
Der Komponist war lange Jahre (seit 1926 – Uraufführung seiner Operette Lady Hamilton in Breslau) eng befreundet mit dem Dirigenten Franz Marszalek, der sich während seiner Tätigkeit am WDR Köln nachdrücklich für Künneke eingesetzt und zahlreiche Aufnahmen (von denen viele nicht mehr vorhanden sind) seiner Musik mit dem Kölner Rundfunkorchester bzw. dem Kölner Rundfunk-Sinfonie-Orchester eingespielt hat. Dazu gehört auch eine Aufführung, 1960, der Bearbeitung von Schuberts Klaviersonate D-Dur, D 850, für Klavier und Orchester, die in den letzten Kriegsjahren entstanden war.
Künneke heiratete 1908 in erster Ehe die Opernsängerin Grethe Polkowski (* 1880 Kolonie Okollo, Landkreis Bromberg; † 1961 Berlin), von der er sich 1919 scheiden ließ, und 1920 in zweiter Ehe die Sopranistin Katharina Müller (* 1882 Freystadt; † 1967 Berlin). Seine zweite Ehefrau war die Tochter des Schauspielers Hugo Müller (1847–1902) und trat unter dem Namen „Katharina Garden“ auf; aus dieser Ehe stammt die Schauspielerin und Sängerin Evelyn Künneke.
Eduard Künneke starb nach längerer Krankheit am 27. Oktober 1953 in der West-Berliner Klinik Heckeshorn an Herzschwäche. Sein Grab befindet sich auf dem landeseigenen Friedhof Heerstraße in Berlin-Westend (Grablage: II-W7-71). Die sterblichen Überreste ruhen dort neben denjenigen von Gattin Katharina und in der Nähe von Tochter Evelyn.
Sein Nachlass befindet sich im Archiv der Akademie der Künste in Berlin. Als Jugendlicher schrieb Eduard Künneke einige Lieder unter dem Pseudonym E. v. Rigdmar.
In seiner Geburtsstadt Emmerich am Rhein befindet sich im dortigen Stadttheater ein kleiner Raum, der zu seinem Andenken eingerichtet wurde.

## Werke

### Opern
- 1909: Robins Ende
- 1913: Coeur As
- 1931: Nadja
- 1935: Die große Sünderin

### Schauspielmusiken
- 1911: Faust II
- 1912: Circe
- 1912: So ist das Leben

### Singspiele
- 1919: Das Dorf ohne Glocke
- 1932: Klein Dorrit
- 1933: Die lockende Flamme
- 1937: Zauberin Lola

### Operetten
- 1919: Der Vielgeliebte
- 1920: Wenn Liebe erwacht
- 1921: Der Vetter aus Dingsda
- 1921: Die Ehe im Kreise
- 1922: Verliebte Leute
- 1923: Casinogirls
- 1923: Lovers Lane
- 1925: The love Song
- 1925: Die hellblauen Schwestern
- 1925: Mayflowers
- 1925: Riki-Tiki
- 1926: Lady Hamilton
- 1927: Die blonde Liselott
- 1928: Die singende Venus
- 1930: Der Tenor der Herzogin
- 1932: Liselott (nach Liselotte von der Pfalz)
- 1932: Glückliche Reise
- 1933: Die Fahrt in die Jugend
- 1935: Herz über Bord
- 1937: Zauberin Lola
- 1938: Hochzeit in Samarkand
- 1938: Der große Name
- 1941: Traumland
- 1941: Die Wunderbare
- 1949: Hochzeit mit Erika

### Filmmusik
- 1922: Das Weib des Pharao
- 1926: Das Blumenwunder
- 1928: Eine Nacht in London
- 1930: Der Walzerkönig
- 1930: El amor solfeando
- 1930: L'amour chante
- 1931: Die Marquise von Pompadour
- 1932: Der schwarze Husar
- 1933: Tambour battant
- 1933: Was wissen denn Männer
- 1933: Heimkehr ins Glück
- 1933: Drei blaue Jungs, ein blondes Mädel
- 1933: Es gibt nur eine Liebe
- 1933: Der Page vom Dalmasse-Hotel
- 1933: Drei blaue Jungs – ein blondes Mädel
- 1933: Glückliche Reise
- 1933: Des jungen Dessauers große Liebe
- 1934: Lisetta
- 1934: Die Stimme der Liebe
- 1934: Das Blumenmädchen vom Grand-Hotel
- 1934: Der Vetter aus Dingsda
- 1934: Abenteuer eines jungen Herrn in Polen
- 1934: Da stimmt was nicht
- 1934: Der Fall Brenken
- 1936: Ein Lied klagt an
- 1936: Dahinten in der Heide
- 1936: Der lachende Dritte
- 1936: Till Eulenspiegel: Wie Eulenspiegel zu Marburg den Landgrafen malte
- 1936: Till Eulenspiegel: Wie Eulenspiegel ein Urteil sprach …
- 1936: Till Eulenspiegel: Wie Eulenspiegel den Neunmalweisen Rede und Antwort steht
- 1936: Till Eulenspiegel: Wie Eulenspiegel sich einmal erbot, zu fliegen
- 1937: Wie der Hase läuft
- 1938: Der nackte Spatz
- 1938: Peter spielt mit dem Feuer
- 1939: Tanzendes Herz
- 1943: Wenn der junge Wein blüht
- 1950: Hochzeit mit Erika
- 1953: Der Vetter aus Dingsda
- 1954: Glückliche Reise

### Instrumentalwerke
- Flegeljahre. Drei Orchesterstücke nach dem gleichnamigen Roman von Jean Paul Werk 9
- Klavierkonzert As-Dur
- 1929: Tänzerische Suite. Concerto Grosso in 5 Sätzen für Jazz-Band und großes Orchester Werk 26
- Blumenwunder-Suite Nr. 1 und 2
- Ouvertüren

## Aufnahmen (Auswahl)
- Die lockende Flamme, romantisches Singspiel in acht Bildern, Libretto von Paul Knepler und Ignaz Michael Welleminsky. Mit Birgit Fandrey, Christiane Hossfeld, Maria Mallé, Zoran Todorovich, Gerd Grochowski, Ralf Lukas, Gerhard Peters, Jürgen Sacher und Theodor Weimer. Kölner Rundfunkchor, Kölner Rundfunk-Sinfonie-Orchester, Peter Falk (Dirigent). Köln 1994 (Capriccio – C5088)[11]